# Лубенский район
Лубенский район (укр. Лубенський район) — административная единица на северо-западе Полтавской области Украины. Административный центр — город Лубны.

## География
Лубенский район находится в северной-западной части Полтавской области Украины.
С ним соседствуют Миргородский и Кременчугский районы Полтавской области.
Площадь — 5487,8 км2.
Административным центром района является город Лубны, который в состав района не входит.
Через район протекают реки Сула, Удай, Сулица, Слепород, Вязовец, Ольшанка, Многа.

## История
Лубенский район образован 7 марта 1923 года. 4 января 1957 года к нему была присоединена часть территории упразднённого Покровско-Богачанского района.
17 июля 2020 года в результате административно-территориальной реформы район был укрупнён, в его состав вошли территории:
- Лубенского района (кроме Новоореховского сельского совета, включённого в Миргородский район),
- Гребёнковского района,
- Оржицкого района,
- Пирятинского района,
- Хорольского района,
- Чернухинского района,
- а также города областного значения Лубны.

## Население
Численность населения района в укрупнённых границах — 194,4 тыс. человек.
Численность населения района в границах до 17 июля 2020 года по состоянию на 1 января 2020 года — 30 260 человек (всё — сельское).

## Административное устройство
Район в укрупнённых границах с 17 июля 2020 года делится на 7 территориальных общин (громад), в том числе 4 городские и 3 поселковые общины (в скобках — их административные центры):
- Городские:
  - Лубенская городская община (город Лубны),
  - Гребёнковская городская община (город Гребёнка),
  - Пирятинская городская община (город Пирятин),
  - Хорольская городская община (город Хорол);
- Поселковые:
  - Новооржицкая поселковая община (пгт Новооржицкое),
  - Оржицкая поселковая община (пгт Оржица),
  - Чернухинская поселковая община (пгт Чернухи).

### История деления района

Район в старых границах до 17 июля 2020 года

В старых границах до 17 июля 2020 года район делился на местные советы:
| - Сельских советов: 26 | - Сёл: 81 |

Местные советы (в старых границах до 17 июля 2020 года):
| - Березовский сельский совет - Березоточский сельский совет - Биевецкий сельский совет - Вовчикский сельский совет - Войниховский сельский совет - Высшебулатецкий сельский совет - Духовский сельский совет - Ждановский сельский совет - Засульский сельский совет - Исковецкий сельский совет - Калайдинцевский сельский совет - Литвяковский сельский совет - Мацковецкий сельский совет | - Мгарский сельский совет - Михновский сельский совет - Новаковский сельский совет - Новоореховский сельский совет - Ореховский сельский совет - Окопский сельский совет - Остаповский сельский совет - Снитинский сельский совет - Тарандинцевский сельский совет - Тишковский сельский совет - Хорошковский сельский совет - Шековский сельский совет - Шершневский сельский совет |

Населённые пункты (в старых границах до 17 июля 2020 года):
| с. Александровка с. Барвинщина с. Березовка с. Березоточа с. Биевцы с. Богодаровка с. Броварки с. Величковка с. Вилы с. Висачки с. Вовчик с. Войниха с. Волчья Долина с. Высший Булатец с. Вязовок с. Гонцы с. Горобии с. Губское с. Духово с. Енковцы с. Жданы | с. Засулье с. Исковцы с. Калайдинцы с. Карпиловка с. Клепачи с. Кононовка с. Кревелевка с. Кремянка с. Крутой Берег с. Кузубовка с. Купьеваха с. Литвяки с. Ломаки с. Луки с. Лушники с. Макаровщина с. Малый Вязовок с. Матяшовка с. Мацкова Лучка с. Мацковцы с. Мгарь | с. Михновцы с. Назаровка с. Нижний Булатец с. Новаки с. Новоореховка с. Окоп с. Ольшанка с. Ореховка с. Остаповка с. Пески с. Покровское с. Пулинцы с. Пышное с. Пятигорцы с. Ремовка с. Ромодан с. Свечковка с. Селюков с. Снитин с. Снитино с. Солоница | с. Стадня с. Степури с. Сухая Солоница с. Тарандинцы с. Терновщина с. Терны с. Тишки с. Тотчино с. Халепцы с. Хитцы (Шековский сельсовет) с. Хитцы (Калайдинцевский сельсовет) с. Хорошки с. Червоные Пологи с. Чернече с. Чудновцы с. Шеки с. Шершневка с. Шинковщина |

Ликвидированные населённые пункты (в старых границах до 17 июля 2020 года):
с. Березовка (Тарандинцевский сельсовет)

с. Давыдынки 

с. Кучеровка

## Известные жители
- Рак, Павел Николаевич (1910—1944) — советский офицер, танкист, Герой Советского Союза.
- Олейник, Григорий Антонович (1932—2004) — Герой Социалистического труда, заслуженный работник народного образования, Председатель крестьянского союза Полтавской области.
- Шокало, Фёдор Терентьевич (04.02.1914, с. Мгарь — 21.11.2003) — кавалер ордена Славы трёх степеней[13].